# ボンガオ島
ボンガオ島(Bongao island)はフィリピン南西部、タウィタウィ州の島。300mほどの海峡をはさんで北にサンガサンガ島があり、400mほど北東にはパババグ島が存在する。15kmほど南にはシムヌル島が存在する。
サンガサンガ島との間は島の西部で架橋されている。
タウィタウィ州最大の自治体ボンガオに属しており、島の東部はボンガオ最大の市街地になっている。
第二次世界大戦中には日本軍が占領しており、タウィタウィ近郊が泊地となっていた。ボンガオ島近郊では谷風が攻撃を受け沈没している。